# Conure à poitrine brune
Pyrrhura calliptera
Espèce
Statut de conservation UICN

 VU A2cd+3cd+4cd;B1ab(i,ii,iii,v) : Vulnérable
Statut CITES
La Conure à poitrine brune (Pyrrhura calliptera) est une espèce d'oiseau appartenant à la famille des Psittacidae. Elle est endémique de Colombie.

## Description
Cet oiseau mesure environ 22 cm. Il est proche de la Conure de Souancé mais s'en distingue par les bordures alaires jaunes et par la marque rouge derrière chaque oreille.

## Habitat
Cette espèce vit entre 1 800 et 3 000 m d'altitude.

## Répartition
Cette conure peuple la cordillère des Andes en Colombie ou il fréquente les forêts de nuage, naines et le paramo.

## Nourriture
Il se nourrit de baies de Rubus, des fruits des genres Cecropia, Clusia, Ficus, Brunellia ; ainsi que des graines d'Espeletia uribeii et de maïs.